# Мандариновый остров
Мандариновый остров (кит. трад. 桔子洲, упр. 橘子洲, пиньинь Júzi zhōu, палл. Цзюйцзычжоу) — остров на реке Сянцзян, город Чанша, провинция Хунань Остров также известен под именем Шуйлу (кит. трад. 水陆洲, упр. 水陸洲, пиньинь Shuǐlù Zhōu, палл. Остров Амфибия). Длина острова — 5 км, ширина — 140 м, а площадь — 37 га. Остров считается национальной достопримечательностью уровня AAAAA (5A).

## История
Первое упоминание Мандаринового острова в документах относится к 305 году, к эпохе правления Юнсин императора Хуэй-ди — династия Цзинь (265—420).
В период династии Тан поэт Ду Фу написал поэму Посещая храм Даолинь и храм Юэлушань (кит. трад. 岳麓山道林二寺行, упр. 嶽麓山道林二寺行, пиньинь yuè lù shān dào lín èr sì xíng), в которой упоминается Мандариновый остров. Острову посвящена также картина из знаменитой серии «Восемь видов Сяосян» династии Сун — Река и небо: Снег на закате.
Остров стал застраиваться в 1904 году. С 1911 до 1949 на острове располагались иностранные миссии и консульства.
Мао Цзэдун жил в городе Чанша в ранние годы. Он и его друзья Хэ Шухэн, Сяо Цзышэн, Цай Хэсэнь, Эми Сяо и Сян Цзинъю любили плавать в реке Сянцзян.
С 2010 на Мандариновом острове стали регулярно проводиться музыкальные фестивали.
20 декабря 2009 года на острове была построена Статуя молодого Мао Цзэдуна.

## Достопримечательности
- Хунаньский культурный коридор
- Коридор водного отдыха
- Апельсиновый сад
- Природный сад
- Парк гармонии
- Площадь с едой и сувенирами
- Гимнастический центр
- Центр релаксации
- Парк дикой природы

## Галерея
- Павильон
- Статуи знаменитых людей провинции Хунань
- Павильон Ванцзян